# 平手LOCKS!
『平手LOCKS!』（ひらて・ロックス）は、TOKYO FMをキー局にJFN系38局で放送されていたラジオ番組『SCHOOL OF LOCK! 教育委員会』内のコーナーである。

## 概要
『SCHOOL OF LOCK! 教育委員会』の初回放送にて、とーやま委員より”開講”（番組開始）が発表。その日は平手が番組開始のお祝いコメントを寄せていた。
平手は、2017年4月17日から2020年3月19日まで、SCHOOL OF LOCK!内のコーナー『平手友梨奈のGIRLS LOCKS!』のパーソナリティーを担当していた。『GIRLS LOCKS!』では「生徒」として出演していたが、本コーナーでは「先生」として出演している。
”職員”（番組スタッフ）は、『平手友梨奈のGIRLS LOCKS!』時代と同じメンバーである。

## 講師（出演者）
- 平手友梨奈

## 放送リスト

### 2021年
| 回 | 放送日   | 放送時間      | サブタイトル（授業内容）                                   | ゲスト               | 備考     |
| -- | -------- | ------------- | ---------------------------------------------------------- | -------------------- | -------- |
| 1  | 4月23日  | 23:08 - 23:50 | 平手LOCKS! 開講                                            | 無し                 |          |
| 2  | 5月21日  | 23:15 - 23:48 | ミニテスト                                                 | 無し                 |          |
| 3  | 6月25日  | 23:17 - 23:50 | 平手LOCKS!生放送スペシャル ～supported by ハーゲンダッツ～ | 無し                 | [ 注 4 ] |
| － | 7月23日  | （休講）      | （休講）                                                   | （休講）             | [ 注 5 ] |
| 4  | 8月20日  | 23:13 - 23:47 | ハローバドミントントーク!                                  | 吉田美月喜、栗原文音 | [ 注 6 ] |
| 5  | 9月24日  | 23:16 - 23:48 | 『かけがえのない世界』リリース!!                           | 無し                 |          |
| 6  | 10月22日 | 23:15 - 23:47 | チャオ!イタリアに住む生徒に逆電                            | 無し                 |          |
| 7  | 11月19日 | 23:16 - 23:44 | なぞなぞの日                                               | 無し                 |          |
| － | 12月24日 | （休講）      | （休講）                                                   | （休講）             | [ 注 7 ] |

### 2022年
| 回 | 放送日  | 放送時間      | サブタイトル（授業内容）                | ゲスト | 備考 |
| -- | ------- | ------------- | --------------------------------------- | ------ | ---- |
| 8  | 1月21日 | 23:16 - 23:50 | 新春だよ!第6回クイズ平手友梨奈!!        | 無し   |      |
| 9  | 2月25日 | 23:16 - 23:47 | リスナーから届いたクッズアイディア紹介! | 無し   |      |

## 放送時間
- 毎月第3週目 金曜日[注 1] 23:10 - 23:25頃
  - 初回は23:08 - 23:50の拡大放送。